# Violettgepunktete Schläfergrundel
Die Violettgepunktete Schläfergrundel (Mogurnda adspersa) ist ein 13 Zentimeter langer Süßwasserfisch Australiens aus der Familie der Schläfergrundeln (Eleotridae).

## Verbreitung
Die Fische leben im Osten Australiens, im Murray, Murrumbidgee, Lachlan, Darling sowie weiteren Flüssen in den Bundesstaaten Victoria, New South Wales und Queensland. Sie bevorzugen felsige oder stark bewachsene Gewässerabschnitte.

## Ernährung
Die Schläfergrundeln leben carnivor von Würmern, Libellenlarven, Zuck- und Stechmückenlarven, kleinen Krebstieren und Fischlarven.

## Fortpflanzung
Mit einer Länge von 4,5 bis 5 Zentimeter werden die Violettgepunkteten Schläfergrundeln geschlechtsreif. Sie sind revierbildend. Laichzeit ist während der Regenzeit von November bis März. Bei der Balz umkreist das Männchen das Weibchen mit abgespreizten Flossen und Kiemendeckeln. Die 280 bis 1300 Eier werden auf einen Stein oder in einer Höhle gelegt (Substratlaicher). Das Männchen bewacht die ovalen Eier bis zum Schlupf. Die 3,5 bis 4 Millimeter langen Jungfische schlüpfen nach 3 bis 13 Tagen.